# 콜키스
고대 지리학에서 콜키스(조지아어와 라즈어 : კოლხეთი, ǩolxeti 또는 "ǩolxa", 고대 그리스어 : Κολχίς, Kolkhis, 영어 : Colchis 또는 Kolkhis)는 고대 조지아이며, 조지아인 국가의 민족과 문화 형성에 중요한 역할을 한 서부 조지아에 있던, 조지아 연방 왕국과 지역이었다. 초기 조지아 연방이었던 콜키스 왕국은 조지아의 군주국들이 이베리아-카르틀리의 동부 조지아 왕국과 통합 되고 난 다음에 중세 조지아 연방의 국가 지위 발달에 상당히 많이 기여하였다. 콜키스인은 흑해 동쪽 연안에 살던 초기 조지아 부족들의 총체적인 용어로 사용된다.
그 곳의 지리는 대부분 현재 조지아의 서부의 지역으로 할당되어 있다. 콜키스는 그리스 신화에서 아이에테스와 메데이아의 고향이며, 아마존의 적당한 고향과 흡사하게, 아르고선 선원들의 목적지였다. 이 고대 지역은 많은 지역이 조지아의 행정 구역으로, 사메그렐로, 이메레티, 구리아, 아트차라, 압하제티, 스바네, 라차 주들과 자치 공화국들, 튀르키예의 리제, 드라브존과 아르트빈 (라지스탄, 타오-클라르제티) 주들과 소치와 투압세 시의 지역으로 묘사된다. 현대 조지아 국가에서 가장 중요한 요소 중에 한가지는, 아마도 콜키스인들이 중기 청동기 시대에 캅카스를 확립했을 수도 있다는 것이다.

## 지리와 지명

BCE 6세기 ~ BCE 1세기까지 존재 했었던, 콜키스 왕국은 고대 조지아의 첫 번째 나라로 여겨지며 용어 콜키시안은 흑해의 동쪽 연안에 거주하던 초기 조지아인 부족들을 총체적으로 일컫는 말이다.
학자 키릴 토마노프의 코카서스 연구 논문에 따르면 :
| “ | 콜키스는 새로운 사람들이 연합을 이루게 된 첫 번째 코카서스 나라로 떠올랐다. 콜키스는 정확하게는 최초의 조지아인이 아니고, 조지아(서부 조지아) 왕국이라고 여겨질 수 있다....가장 처음에 조지아인을 형성한, 콜키스에서 조지아의 사회 역사의 시초를 찾는 것이 자연스러운 듯 하다. | ” |

라고 되어 있다.
두 번째 남부 코카서스 부족 연맹이 기원전 13세기에 서부 조지아에 콜키스 왕국이 생성된 이래로 흑해 연안에서 생겼다. 왕국은 고대 조지아 부족들(라즈와 같은 다른 카르트벨리아인들을 포함)의 첫 번째 국가의 형태였다. 대부분의 고전 작가들의 글에 따르면, 그 구역은 아시아의 사르마샤 동남쪽으로 동쪽에 이베리아와 몬테스 모스치시(현재 소캅카스)가 있고, 남쪽에는 아르메니아가 있는, 남서쪽에 폰투스, 코락스 강(아마도 오늘날 조지아 압하지야의 브지비 강)까지의 거리만큼 서쪽에 흑해, 북쪽에는 대캅카스의 연결선이 경계였다. 서쪽으로 향하는 나라의 면적에서 작가들의 글은 조금씩 차이가 있다. 그것인 즉슨, 스트라보는 트라브존에서 콜키스가 시작되었다고 하며, 반면에 프톨레미는, 다른 한편, 콜키스는 폰투스에서 리오니강으로 확장되었다고 한다는 것이다. 피춘다는 콜키스 북부의 마지막 도시였다.
콜키스의 이름은 아이스킬루스와 핀다르에 첫 번째로 등장한다. 초기 작가들은 아에아(아이아)의 이름 신화의 왕 아이에테스의 거주지에 속하는 이름을 증명하기만 한다. : "콜키안 아이아는 바다와 대지의 가장 먼 경계선에 놓여 있다."라고 로데스의 아폴로니우스에 쓰여있다. 주된 몇몇 작가들의 글에 따르면 콜키스의 남쪽 경계는 파시스(지금의 리오니)지만, 아마도, 코카서스 서쪽으로부터 에욱시네,그리고 타티시테스나 아티시투스(현재의 쿠반)의 더 남쪽의 중류로 흐르는 지역에 경계가 있을 것이라고 한다. 아리아누스는 많은 다른 이름을 대고 언급하였지만, 단어들은 산의 급류보다 더 작게 되었어야 했다. 단어중 가장 중요한 것은, 차리에이스, 초부스 또는 코부스, 시느가메스, 다르수라스, 히푸스, 아스텔레푸스, 크리소르로아스들이며, 그 중 여러 개가 프톨레미와 플리니에 의해서 알려지기도 했다. 최고 마을은 에욱시네의 해안에 (현재의 수후미, 로마 제국이 세바스토폴리스라고 부른 이후로) 디오스쿠리아스 또는 디오스쿠리스다. 사라파나(현재 쇼라파니), 파시스(현재 포티), 피티우스(현재 피춘다), 압사로스(현재 고니오), 수리움(현재 수라미), 아차에볼리스(현재 노카라케비), 마체이레시스, 그리고 시타 또는 쿠타티시움(현재 쿠타이시), 메데아의 전설의 출생지이다. 스킬락스는, 다른 작과들과는 다르게, 말라 또는 마레를 들어 메디아의 출생지로 기록했다.

## 역사

### 초창기 시대
고대의 동부 흑해 지역은 중기 청동기 시대로 떠오른, 근처의 코반 문화와 관계가 있는, 콜키안 문화의 잘 발달된 청동기 문화의 근원지였다. 최소한 콜키스의 몇몇 지역들에서는 고대 그리스가 정착하기 전의 나라들의 도시화의 절차가 BC 2000년 ~ BC 1000년의 끝자락 때에 진행되었다. 콜키안 후기 청동기 시대(BC 15세기 ~ BC 8세기)인들은 금속의 용해와 주조의 중요한 기술인, 유럽인들이 그 기술을 익히기 오래전에 시작된 발달을 보았다. 정교한 농기구들이 만들어졌고, 온화한 기후는 농업기술의 혁신적인 발달을 촉구해, 저지방에 농업용수를 잘 공급하였으며, 풍작을 가져왔다.
콜키스는 가까운 지역의 몇명들에 의해 주거지가 되었지만, 주로 흑해 연안을 따라서 정착지가 있는 독특한 부족 사람들의 지역들과 관련이 있다. 부족장은 마케로네스, 헤니오치, 지드레다타에, 라지, 찰리베스, 타발/티바레니/투발, 모씨노에시, 마크로네스, 모스치, 마레스, 아프시라에, 아바스시, 사니가에, 코락시, 콜리, 메란크라에니, 게로니와 소아니(수아니) 들 이었다. 이 부족들은 언어가 서로 완전히 달랐고, 현상으로 설명할 수 있는 다양한 이론이 제공된 고대의 주변국들로부터 출현하였다.
예를 들어, 콜키스의 헤로도투스국이 있는데, 연구 학자가 콜키시안 스스로 파라오 세소트리스의 군대의 생존자들로부터 물려받았다고 주장하는 관습인, 할례를 처음으로 시행했었던 이집트인과 에티오피아인이 있었다. 그래서 그는 그들을 이집트인 이라고 여겼다. 콜키스의 로디오스의 아폴로니오스에 의하면 콜키스의 이집트인들은 상당히 정밀하게 바다와 대로들이 그려져 있는 목판들을 가보로 보관했다고 한다. '이집트인' 기원설은 고대에는 일반적으로 채택되지 않았음에도 불구하고, 지지되어 왔지만, 이집트인은 콜키스인과 물리적, 문화적으로 전혀 가깝지 않다거나 어떠한 유전적 관계가 전여 없다고 하여 그 이론은 완성되지 않았고, 헤로도투스가 기록한 '검은 피부인'의 의미가 대개 오역되는 용어는 가장 정확하게 '어두운 피부'로 번역되며, 여러 번 주장된 것 과 같이, 아프리카 흑인이 아닌, 그리스어로 '햇볓에 그을린'으로 사용되기도 했으므로, 그 지역에 흑인 인구가 존재했다는 주장은 입증된 적이 없었고, 후기 시대에 노예로 들어온 소수의 개인들은 그 증거의 예외이다.
현대의 많은 이론들은 고대 시대에 그 지역에서 라즈-밍그렐리안은 주요한 민족적, 문화적 실재를 이루었다고 제안한다.

### 큐라(콜카)

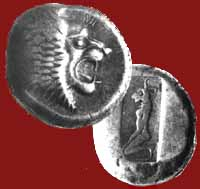
콜키스인의 동전들.

기원전 13세기, 콜키스 왕국은 그 지역에 거주하는 부족들의 통합 증가의 결과로 형성되었다. 그 저력은, 그리스 신화에서 아르고선 선원들의 목적지로 유명해졌다. 메디아의 고향과 마법의 특수한 영역은, 큐라 (아카 고로카, 또는 키키)로 우라루트인에게 알려졌다. 주변국들과의 오랫동안 지속되는 전쟁으로, 콜키스인들은 기원전 750년대에 디아우에히를 합병하여 다루었지만, 기원전 750~748년과 기원전 744~742년의 전쟁의 뒤따라 우라르투의 사르두리스 2세의 몇몇 지방("일데무사의 "국왕 도시" 포함)은 잃었다. 기원전 730~720년대에는 킴메리아인과 스키타이인에 의해 황폐화가 되었고, 왕국은 해체하였고, 기원전 6세기 중반에, 아케메네스조 페르시아 제국아래로 들어갔다. 남부 콜키스(타바레니, 모시노에키, 마크로네스, 모스키, 말레스)에서 생활하는 부족들은 페르시아의 19번째 태수때에 페르시아의 일부로 합병되었다. 반면에, 북부의 부족들은 "자발적으로" 항복했고 5년마다 100명의 소녀들과 100명의 소년들을 페르시아 황실로 보냈다. 다른 지역들과의 번성하는 무역과 폭넓은 경제적이고 상업상인 구속을 하는 광대한 아케메네스 왕의 제국에 의해 콜키스에 영향력을 가한 효과는, 콜키스인 땅의 사회 경제적 발전을 촉신시켰다. 그 결과로 콜키스 사람들은 페르시아 권력을 몰아내고, 독립국을 형성하게 되었다. 로날드 서니의 연구 자료에 의하면, 서부 조지아의 왕국은 카르틀리이베리아의 연방 체제를 구축하였고, 왕국의 왕들은 왕으로부터 지팡이를 받은 스켑투키(왕실의 정치관)을 통하여 통치하였다.

### 그리스의 식민지

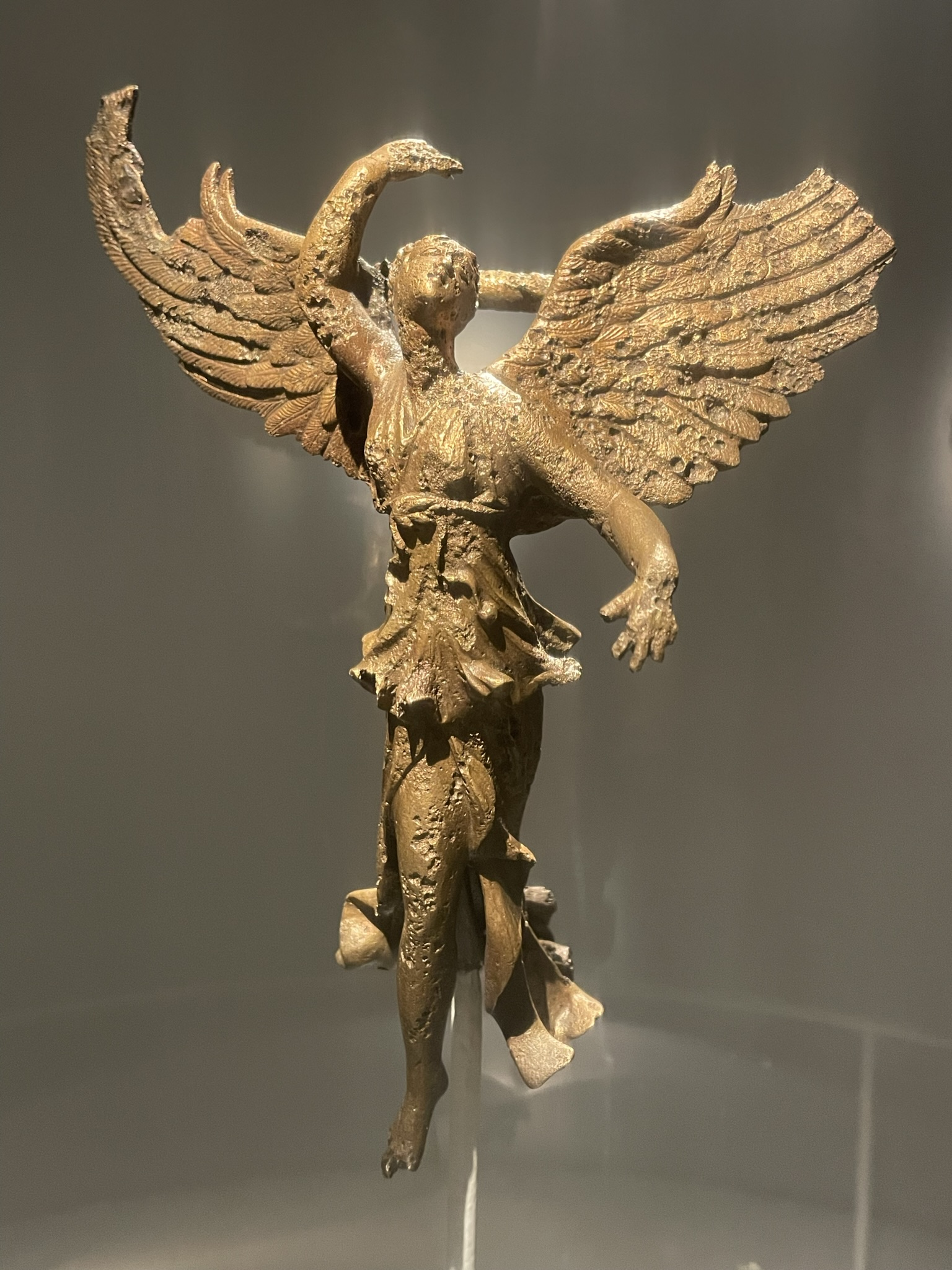
조지아의 바니에서 발견된 니케 여신의 작은 조각상

그 지역의 진보적인 경제와 좋은 지리와 자연 조건들은 밀레시아 그리스인을 매료시켰다. 밀레시아인들은 기원선 6~5세기에 파시스, 기에노스와 수후미에 밀레투스로 부터의 그들의 무역 항구들을 건설하여 콜키스의 연안을 식민지화했다. 무역을 위한 항해는, 고대 그리스 속담의 표현에 따르면 "가장 먼 항해"로 일컬어진다. 그 당시 말레투스 그리스 사람들이 알기에는 가장 동쪽 지역은 해가 뜨는 곳으로알고 있었기 때문이다. 그 곳은 알렉산더 대왕에 희해 정복된 땅들의 바깥쪽에 위치해 있을 뿐이었다. 파시스와 수후미는 호화로운 그리스의 도시들 이었다. 그 도시들은 상업의 과두화에 의해 좌지우지되었고, 때때로 겉보기에는 완전히 그리스와 동질화 된듯한 배후세력인 콜키스인에 의해 혼란이 야기되기도 했다. 페르시아 제국이 멸망하고 난 후에, 에그리시라고 위치상으로 알려진 콜키스의 중요한 지역은 약 기원전 302년의 바로 전쯤에 생성된 이베리아 왕국(카르틀리)와 합병되었다. 그러나 콜키스인은 곧바로 스켑투키에 의해 통치되는 왕자의 지위들을 몇몇의 중요하지 않은 지위로 작게 분리하여 나눠버렸다. 그들은 폰투스의 미트리다테스 6세에 의해 정복되기까지(대략 기원전 101년쯤), 독립국의 지휘를 보존했다.

### 폰투스 하
미트리다테스 6세는 기원전 83년에 그지역의 반란을 제압하고, 그에게 대항하여 음모를 꾸민것이 의심되어 반란 제압을 곧바로 실행에 옮긴, 그의 아들 미트라디테스 크레투스에게 콜키스를 주었다. 제3차 미트리다테스발 전쟁동안에, 미트라다테스 6세는 그의 다른 아들 마차레스를 콜키스의 왕으로 만들었다. 마카레스는 권력을 가졌지만, 짧은 기간 동안이었다. 기원전 65년에 폰투스의 미트리다테스 6세의 패배로, 콜키스는 폼페이에 의해 점령되었다. 폼페이는 지역의 우두머리(스케프투쿠스)들 중에 한명을 붙잡았고, 아리스타쿠스를 군주로 취임시켰다. 폼페이가 멸망할 때, 미트리다테스의 아들 파르나케스 2세는 이집트를 차지하게 된 율리우스 카이사르에 덕에 유리한 상황이 되었고, 콜키스와 아르메니아, 그리고 이어서 카이사르가 곧이어 그에게 대항하여 보낸 그나에우스 도미니티우스 카르비누스를 패배시킨, 카파도시아의 몇몇 부분을 축소시켰다. 파르나세스의 승리는 단지 짧은 생애 동안이었다. 폰투스의 폴레몬 1세의 아래에는, 아들과 파르나세스 2세의 후계자가 있었고, 콜키스는 폰투스와 보스포루스 왕국의 일부였다. 폴레몬의 사망한 후에(기원전 2년 이후), 그의 두 번째 아내 피토도리스는, 포스포루스 왕국과 권력분쟁이 있었는데도 불구하고, 폰투스 만큼의 콜키스의 토지 점유권을 보존하고 있었다. 그녀의 아들과 후계자 폰투스의 폴레몬 2세는 네로 황제에 의해 황좌를 양도하라고 설득 받아, 폰투스와 콜키스는 둘다 갈라티아 지방에 합병되었고(63년), 후일에는 카파도키아에 합병되었다(81년).

### 로마의 통치
해안선을 따라 있는 모든 주요 요새들이 로마에 의해 점령되었던 사실에도 불구하고, 로마의 통치는 약간 느슨했다. 69년에, 아니케투스 아래의 폰투스와 콜키스의 사람들은 로마에 대항하여 중요한 반란을 일으켰지만, 종내 반란은 성공하지 못했다. 저지방과 해안 지역들은 산악의 사나운 부족들과 그둘중 가장 큰 세력이 된 소아네스와 헤니오치에게 빈번히 습격당했다. 로마에게 명목상의 헌상물을 지불한, 그들은 그들 자신의 왕국을 만들었고 의미심장한 독립을 즐겼다. 기독교 신앙은 1세기 초반에 널리 퍼졌다. 전통적인 기록서는 성 안드레아, 열심당 성 시몬과, 성 마타타의 사건을 관계 짓는다. 헬레니즘 문명에서는 , 지역적인 이교도 신앙과과 미트라교의 종교적 믿음은 4세기까지 어떠한 방법으로든 널리 퍼졌다. 130년대에는, 마켈론스, 헤니오치, 에그리시, 아프실라, 압하사지아, 그리고 사니지아 왕국은 남쪽에서 북쪽까지의 구역을 차지하게 되었다. 크림반도에 거주하고 새로운 거주지를 찾던 고트족은 253년에 콜키스를 침범했지만, 피춘다의 로마 수비대의 도움으로 격퇴되었다. 3~4세기에는, 대부분의 지역 왕국들과 공국들은 라지크 왕들의 지배하에 있었고, 그 후 이 나라는 일반적으로 나지카(에그리시)로 알려졌다.

## 통치자들
콜키스의 통지자들 중에 일부이다.
- 아이에테스는 그리스의 전설에서 콜키스의 강력한 왕으로 유명했으며, 몇몇 역사가들에 의해서는, 역사상의 견해를 지지해줄 수 있는 아무런 증거도 없는데도 불구하고, 역사적인 인물로 여겨진다.

- 쿠지는 (중세 조지아의 연보에 따르면) 이베리아의 파르나바즈 1세(기원전 302~237년경)의 권위 아래 에그리시의 주재하는 왕자(에리스타비)였다.

- 아케스(바실레우스 아쿠)(기원전 4세기의 끝무렵)는 콜키스의 왕이었으며, 그의 이름은 그에 의해 발행된 동전에서 찾게 되었다.

- 사우라세스는 (몇몇 고대 문헌들에 따르면) 기원전 2세기에 "왕"이었다.

- 미트라다테스 크레스투스(활약기. 기원전 83년)은 폰투스의 권력 하에 있었다.

- 마카레스(활약기. 기원전 65년)은 폰투스의 권력 하에 있었다.

노트 : 그의 통치 기간 동안에는, 지역장들인, 스켑투키는, 약간의 권력을 실험하는 것을 계속했다. 그들 중 한명인, 오르타세스는 로마 제국에 대한 자료에서는, 기원전 65년에 폼페이의 포로로 언급된다.
- 아리스타르쿠스(기원전 65~47년), 폼페이의 권력 하에 있는 왕가의 왕이었다.

## 신화 속의 콜키스
그리스 신화에 따르면, 콜키스는 영웅의 세계의 불가사의한 외변부에 위치한 엄청나게 풍부한 땅이었다. 전쟁의 신 아레스의 성스러운 나무숲에, 아이에테스 왕은, 야손과 아르고선 선원들에 의해 포위될 때까지, 황금양모를 걸어놓았다. 콜키스는 신화 속의 프로메테우스가 인간들에게 불에 대한 비밀을 폭로한 이유로 산속에서 사슬에 묶여 독수리들에게 간을 쪼아먹히는 처벌을 받던 장소이기도 하다. 아마존은 콜키스로부터 스키타이인의 기원이 있게 되었다고 말하기도 했다. 콜키스로부터 온 중요한 신화속의 등장 인물들은 아이에테스, 메데아, 압시르투스, 칼키오페, 키르케, 에이디야, 파시파에이다.

## 같이 보기
- 카르틀리
- 코카서스
- 코카서스 이베리아

## 추가 문헌
- Braund, David. 1994. Georgia in Antiquity: A History of Colchis and Transcaucasian Iberia 550 BC-AD 562. Clarendon Press, Oxford. ISBN 0-19-814473-3
- Gocha R. Tsetskhladze. Pichvnari and Its Environs, 6th c BC-4th c AD. Annales Littéraires de l'Université de Franche-Comté, 659, Éditeurs: M. Clavel-Lévêque, E. Geny, P. Lévêque. Paris: Presses Universitaires Franc-Comtoises, 1999. ISBN 2-913322-42-5
- Otar Lordkipanidze. Phasis: The River and City of Colchis. Geographica Historica 15, Franz Steiner 2000. ISBN 3-515-07271-3
- Alexander Melamid. Colchis today. (northeastern Turkey): An article from: The Geographical Review. American Geographical Society, 1993. ISBN B000925IWE
- Akaki Urushadze. The Country of the Enchantress Media, Tbilisi, 1984 (in Russian and English)